# Сања Гавриловић
Сања Гавриловић (Сплит 20. септембар 1982) бивша хрватска атлетичарка специјалиста за бацање кладива, двострука учесница Летњих олимпијских игара 2004. у Атини и 2008. у Пекингу. Била је чланица АСК-а из Сплита. Тренер јој је био Шиме Сучић, некадашњи бацач кладива.
Њен лични рекорд износи 70,07 постигнут 10. јула 2008. у Љубљани.

## Значајнији резултати
| Год.     | Такмичење               | Место             | Пласман  | Резултат | Детаљи |
| Хрватска | Хрватска                | Хрватска          | Хрватска | Хрватска |        |
| -------- | ----------------------- | ----------------- | -------- | -------- | ------ |
| 2002.    | Европско првенство      | Минхен, Немачка   | 36.      | 56,98 м  |        |
| 2003.    | Европско првенство У-23 | Бидгошћ, Пољска   | 7.       | 63,88 м  |        |
| 2003.    | Светско првенство       | Париз, Француска  | БП       | БП       |        |
| 2004.    | Олимпијске игре         | Атина, Грчка      | 45.      | 56,79 м  |        |
| 2005.    | Медитеранске игре       | Алмерија, Шпанија | 9.       | 62,58 м  |        |
| 2008.    | Олимпијске игре         | Пекинг, Кина      | 45.      | 60,55 м  |        |